# 色川京子
色川 京子（いろかわ きょうこ、1963年11月7日 - ）は、日本の女性声優。千葉県流山市出身。フリー。

## 略歴
父はサラリーマンで、母は専業主婦。
小学校時代、一時父の転勤で大阪府に住んでいたが、小学校卒業時に流山市の小学校に戻った。流山市立北部中学校、千葉県立松戸高等学校時代はコーラス部に所属。中学3年生の頃に声優の存在を知った。しかし当時は声優は遠く離れた夢のような存在で、後年実際になろうとは、全く考えても見なかったという。
高校半ばを過ぎ、大の子供好きだったことから短期大学の保育科を卒業し、幼稚園教諭になることを決めていた。NHKの高校放送コンクール朗読部門に出場したことがきっかけで、短期大学の進学を取りやめる。
声優を志すことを実家で宣言したところ、両親から猛反対されたが、頑として声優志望は曲がれないと突っ張り、妥協案として東京アナウンス学院に入学することを許しを得た。入学した頃から千葉耕市が講師として講座を受け持つようになっており、ここで1年間千葉の指導を受け、持っていた素質はすくすくと成長していた。
18歳の時に『聖戦士ダンバイン』のリムル・ルフト役でデビュー。入学して半年たった頃、『聖戦士ダンバイン』の音響プロデューサーの千田啓子が同学院を訪れて教室を覗いた際、色川をスカウトしたという。その後リムル・ルフト役のオーディションを受けることを勧められたという。
東京アナウンス学院出身で、1998年以降は東京アナウンス学院の放送声優科の講師も務めている。
以前は同人舎プロダクションに所属していた。
後年は講師としての活動がメインとなり、『スーパーロボット大戦シリーズ』など過去に担当したアニメキャラクターが再登場する時以外は第一線での活動をほとんどしなくなっていたが、2020年に自身も過去にレギュラー出演した『ゲゲゲの鬼太郎』シリーズの第6作で、モンロー役でゲスト出演した。『鬼太郎』シリーズでは、第3作にてヒロインの天童ユメコ役として出演していたが、同作の放送が終了した1988年以来、約32年ぶりの出演となる。

## 人物
趣味はケーキ作り。息子がいる。

## 出演
太字はメインキャラクター。

### テレビアニメ
1983年
- ストップ!! ひばりくん!（大空つばめ）
- 聖戦士ダンバイン（1983年 - 1984年、リムル・ルフト）
- 魔法の天使クリィミーマミ

1985年
- ゲゲゲの鬼太郎（第3作）（1985年 - 1988年、天童ユメコ、お夢）
- コンポラキッド（クミコ）

1986年
- 機動戦士ガンダムΖΖ（女）
- Bugってハニー

1988年
- それいけ!アンパンマン（ノートどり・ノットちゃん〈初代〉）
- ひみつのアッコちゃん（2作目）（森山先生）

1989年
- 昆虫物語 みなしごハッチ（1989年 - 1990年、アレイの母、マダラチョウの母、スイ、バッタの母、カメムシの母親）
- シティーハンター3（綾乃）

1990年
- 八百八町表裏 化粧師（花魁、お里）
- 魔法のエンジェルスイートミント（ラブロ、女の人）

1991年
- おぼっちゃまくん（艶子の母）
- トラップ一家物語（ハンナ、コンスタンツ、クラリーネ）
- 魔法のプリンセスミンキーモモ 夢を抱きしめて（チェリーのママ）
- 燃えろ!トップストライカー（ジェニー）

1992年
- 風の中の少女 金髪のジェニー（アンナマリー先生）
- 元気爆発ガンバルガー（アナウンサー）
- ママは小学4年生（母親1）

1993年
- クレヨンしんちゃん（1993年 - 1994年、ファッションショーの係員、説明係、OL A）
- みかん絵日記（藤村先生）

1998年
- 超魔神英雄伝ワタル（しょうゆ）

2020年
- ゲゲゲの鬼太郎（第6作）（モンロー）

### 劇場アニメ
- ゲゲゲの鬼太郎（1985年、ユメコ[14]）
- ゲゲゲの鬼太郎 最強妖怪軍団!日本上陸!!（1986年、ユメコ[15]）
- ゲゲゲの鬼太郎 激突!!異次元妖怪の大反乱（1986年、ユメコ[16]）

### OVA
- 魔女でもステディ（1986年）
- New Story of Aura Battler DUNBINE（1988年、リムル・ルフト）
- 新世紀GPXサイバーフォーミュラSIN（1999年、シンディ）

### ゲーム
- 藤子不二雄Aの笑ゥせぇるすまん（1993年、カズミ、女性、ゆうこ）
- スーパーロボット大戦シリーズ（1999年 - 2015年、リムル・ルフト） - 5作品[注 1]

### ドラマCD
- 新世紀GPXサイバーフォーミュラシリーズ
  - 新世紀GPXサイバーフォーミュラ PICTURELAND 3 ファースト・ラブ、ネバー・ラブ（エリザベス）
  - 新世紀GPXサイバーフォーミュラSAGA ROUND1 明日へのフォーカス（シンディ・ワーグナー）
  - 新世紀GPXサイバーフォーミュラ SAGAII ROUND1 真実の一瞬（シンディ・ワーグナー）
  - 新世紀GPXサイバーフォーミュラ SAGAII ROUND3 鋼鉄のマイスタージンガー（シンディ・ワーグナー）
- 魔神英雄伝ワタル4 CDシネマ2「小さな恋の海火子」（侍女）

### 吹き替え

#### 映画
- アライバル/侵略者 ※テレビ朝日版
- オーバー・ザ・トップ ※フジテレビ版
- ショート・サーキット
- スーパー・マグナム
- 月の輝く夜に（パトリシア）※ANA機内上映版
- ディアボロス/悪魔の扉
- バイオレント・サタデー
- ハートブルー※テレビ版
- バトルガンM‐16
- バトルランナー（エイミー）※フジテレビ版（BD収録）
- ブラックジャック ※テレビ朝日版
- プレシディオの男たち（グロリア）※ソフト版
- ベスト・キッド
- ブルーサンダー ※テレビ朝日版
- 溶解人間（モデル、キャロル、女声1、ネル・ウィンタース）※TBS版（BD収録）

#### ドラマ
- ビバリーヒルズ高校白書

#### アニメ
- バットマン